# El Venadito, Coahuila
El Venadito är en ort i Mexiko.   Den ligger i kommunen Acuña och delstaten Coahuila, i den norra delen av landet, 1 100 km norr om huvudstaden Mexico City. El Venadito ligger 299 meter över havet och antalet invånare är 127.
Terrängen runt El Venadito är platt. Runt El Venadito är det mycket glesbefolkat, med 3 invånare per kvadratkilometer. Närmaste större samhälle är Ciudad Acuña, 12,5 km nordväst om El Venadito. Trakten runt El Venadito består i huvudsak av gräsmarker.